# Trematozaury
Trematozaury (Trematosauria) – grupa temnospondyli, jedna z dwóch głównych grup stereospondyli.
Trematosauria wyróżnił w 1947 roku Alfred Romer, zaliczając do tej grupy jedną rodzinę Trematosauridae z triasowymi rodzajami Trematosaurus, Tertrema, Aphaneramma, Platystega, Lyrocephalus, Stoschiosaurus, Trematosuchus i Gonioglyptus. Romer zauważył, że taksony te we wcześniejszych publikacjach były zaliczane do stereospondyli; ponieważ jednak ich kręgi były rachitomiczne, tj. trzony kręgów składały się z dwóch elementów – pleurocentrum i intercentrum – o porównywalnych rozmiarach, podczas gdy u stereospondyli intercentrum było znacznie większe od pleurocentrum, Romer uznał, że wyżej wymienione rodzaje nie mogły należeć do stereospondyli. Na tej podstawie wydzielił je w osobny podrząd, któremu nadał nazwę Trematosauria. Do tak wąsko definiowanych trematozaurów należały wyłącznie gatunki żyjące w triasie, za to występujące na całym świecie; skamieniałości trematozaurów odkryto w Europie, Ameryce Północnej, w południowej Afryce, na Madagaskarze, w Indiach i w Australii. Do tak rozumianych trematozaurów należą taksony cechujące się stosunkowo wysokimi i wąskimi czaszkami o długim pysku oraz rozwiniętą linią boczną.
Późniejsze analizy filogenetyczne wykazały przynależność trematozaurów do stereospondyli, dowodząc jednocześnie bliskiego pokrewieństwa trematozaurów z kapitozaurami. Yates i Warren (2000) wyróżnili i nazwali nowy klad Trematosauria (młodszy homonim Trematosauria nazwanych przez Romera), który zdefiniowali jako klad obejmujący wszystkie taksony mające bliższe ostatniego wspólnego przodka z rodzajem Trematosaurus niż z rodzajem Parotosuchus. W późniejszej publikacji Schoch (2013) przedstawił podobną definicję filogenetyczną, definiując Trematosauria jako największy (obejmujący najwięcej gatunków) klad, do którego należy gatunek Trematosaurus brauni, ale do którego nie należy gatunek Mastodonsaurus giganteus. Z przeprowadzonej przez Yatesa i Warren (2000) analizy filogenetycznej wynika, że do tak definiowanych trematozaurów należy nie tylko rodzina Trematosauridae, ale również rodzaje Thoosuchus, Luzocephalus, Almasaurus, Laidleria i Keratobrachyops, oraz rodziny Chigutisauridae (reprezentowana w analizie przez rodzaje Pelorocephalus i Siderops), Brachyopidae (Xenobrachyops i Batrachosuchus), Metoposauridae (reprezentowana w analizie przez rodzaj noszący wówczas nazwę Buettneria, obecnie Koskinonodon), Rhytidosteidae i Plagiosauridae. Podobny wynik dała też analiza Damianiego i Yatesa (2003), z tą różnicą, że według niej do Trematosauria należał także rodzaj Benthosuchus, nie należała natomiast do nich rodzina Rhytidosteidae oraz rodzaj Luzocephalus. Ponadto z analizy Damianiego i Yatesa wynika, że rodzaje zaliczone przez Alfreda Romera do Trematosauria nie tworzyły kladu, do którego nie należałaby również rodzina Metoposauridae oraz rodzaj Almasaurus.
Z analiz filogenetycznych przeprowadzonych przez Schocha i współpracowników (2007) oraz Schocha (2008) wynika, że rodzaj Laidleria oraz rodziny Chigutisauridae, Brachyopidae, Plagiosauridae i Rhytidosteidae nie należą do kladu Trematosauria sensu Yates i Warren (2000), lecz tworzą klad siostrzany do kladu obejmującego Trematosauria i kapitozaury. Analizy te potwierdziły natomiast przynależność do Trematosauria sensu Yates i Warren rodziny Metoposauridae; analiza z 2007 roku potwierdziła też przynależność do tej grupy rodzaju Benthosuchus. Inna analiza Schocha z 2008 r. wykazała dodatkowo przynależność do Trematosauria rodzaju Edingerella, przez innych autorów zaliczanego do kapitozaurów lub do rodziny Lydekkerinidae; wystarczy jednak wydłużenie drzewa filogenetycznego o jeden stopień w stosunku do najbardziej parsymonicznego aby uzyskać drzewo, na którym Edingerella jest bliżej spokrewniona z kapitozaurami niż z Trematosauria.
Z kolei z analizy Schocha (2013) wynika przynależność nie tylko Metoposauridae, ale i rodzin Chigutisauridae, Brachyopidae, Plagiosauridae i Rhytidosteidae oraz rodzaju Laidleria do Trematosauria sensu Yates i Warren. Z analizy wynika bliskie pokrewieństwo przynajmniej niektórych przedstawicieli Rhytidosteidae (Peltostega) z rodzinami Trematosauridae i Metoposauridae; tworzą one klad siostrzany do kladu obejmującego Chigutisauridae, Brachyopidae, Plagiosauridae i Laidleria. Natomiast rodzaje Benthosuchus i Edingerella według tej analizy są bliżej spokrewnione z kapitozaurami niż z Trematosauria. Zdaniem autora wsparcie hipotezy o bliskim pokrewieństwie dwóch ostatnich rodzajów z kapitozaurami oraz o przynależności pozostałych wyżej wymienionych taksonów do Trematosauria nie jest jednak mocne, a ich pozycja filogenetyczna w obrębie stereospondyli pozostaje niepewna.
Jeśli do Trematosauria należały tylko rodziny Trematosauridae i Metoposauridae to grupa ta prawdopodobnie istniała wyłącznie w triasie, od indu do karniku, choć nieliczni przedstawiciele mogli przetrwać do środkowej jury; jeśli do grupy należała również rodzina Chigutisauridae to Trematosauria przetrwały aż do wczesnej kredy. Do Trematosauridae i Metoposauridae należą taksony z dużą czaszką o długim pysku, wydłużonym tułowiu i niewielkich kończynach; do Chigutisauridae, Brachyopidae, Plagiosauridae należą taksony o krótkich pyskach.